# 小行星12007
小行星12007（12007 Fermat）是一颗绕太阳运转的小行星，为主小行星带小行星。该小行星于1996年10月11日发现。

## 轨道参数
小行星12007的轨道半长轴为2.2602074 UA，离心率为0.099。